# قشلاق حاجی هاشم نصرت
قشلاق حاجی هاشم نصرت یک روستا در ایران است که در استان اردبیل واقع شده‌است.